# انتخابات المجلس التشريعي في عدن 1955
عقدت انتخابات المجلس التشريعي لأول مرة في مستعمرة عدن عام 1955م. ومع ذلك، تم انتخاب أربعة فقط من مقاعد المجلس البالغ عددها 18. فُرضت قيود على حق الاقتراع مرتبطة بالسن والجنس والملكية والإقامة. مع تصويت حوالي 5000 شخص فقط،  ضمنت القيود انتخاب الموالين للحكومة فقط. بعد الانتخابات، كانت هناك احتجاجات على قيود الاقتراع والمطالبة بالاستقلال.

## خلفية
تم الإعلان عن التغييرات في دستور المستعمرة في 20 يوليو 1955. تمت زيادة عضوية المجلس من 16 إلى 18 بإضافة مسؤول وعضو غير رسمي. تم تخفيض عدد المرشحين من ثمانية إلى خمسة، سيتم اختيار واحد منهم من قبل المحافظ لتمثيل قطاع الأعمال.
من بين الأعضاء المنتخبين، كان من المقرر انتخاب عضو واحد من قبل أعضاء المجلس البلدي في عدن وثلاثة من الدوائر الفردية.